# Церковь сервитов (Инсбрук)
Сервитская церковь Святого Йозефа (нем. Servitenkirche zum hl. Josef) с монастырем Сервитов — церковь на улице Марии Терезии в городе Инсбрук, Австрия.

## История
Церковь была основана в 1613-1616 годах, а монастырь — в 1614 году вдовой эрцгерцога Фердинанда II Анной Катериной Гонзага из Мантуи. Монастырь особенно процветал в XVII веке благодаря финансированию от династии Габсбургов. Первое здание монастыря и церкви сгорело в 1620 году, все прилегающие к нему постройки были также разрушены.
Новая церковь была освящена в 1626 году. Главный алтарь был заказан эрцгерцогом Леопольдом V в 1628 году и создан скульптором и штукатуром Трентино Матиасом Карнери. Более поздние нововведения касались боковой часовни в 1722 году и часовни Перегрини в 1731 году. Современный вид шпиля башни был создан в 1899 году Иоганном Вунибальдом Дайнингером. 3 ноября 1938 года национал-социалистический режим первым подверг гонениям монастырь в Инсбруке. Здание монастыря было сильно повреждено в результате воздушного налета 15 декабря 1943 года. После 1945 года церковь была перестроена, орден вернулся в нее и с 1947 года присматривает за вновь созданным приходом Святого Йозефа. Реконструкция проходила в 1968 и 1990 годах.

## Описание
Церковь представляет собой просторное длинное здание, параллельное улице, с убранным хором, южной башней в стиле барокко и выступающей часовней. Три помещения с тремя сводами покрыты бочкообразной крышей поверх тонких штукатурных мраморных пилястр. Роспись на потолке и фреска на внешней стене часовни были созданы в 1947 и 1953 годах Гансом Андре.

## Галерея

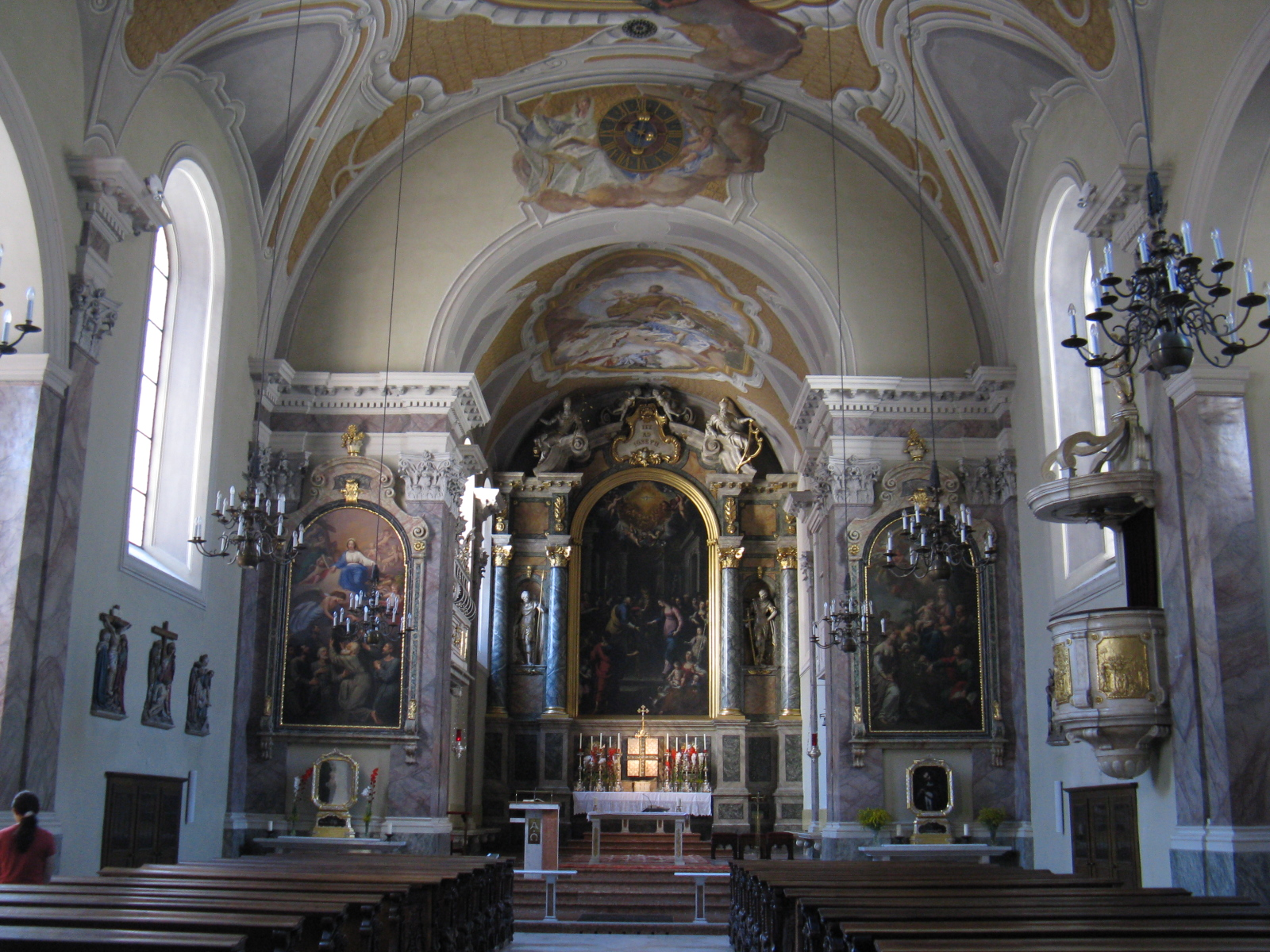
Алтарь
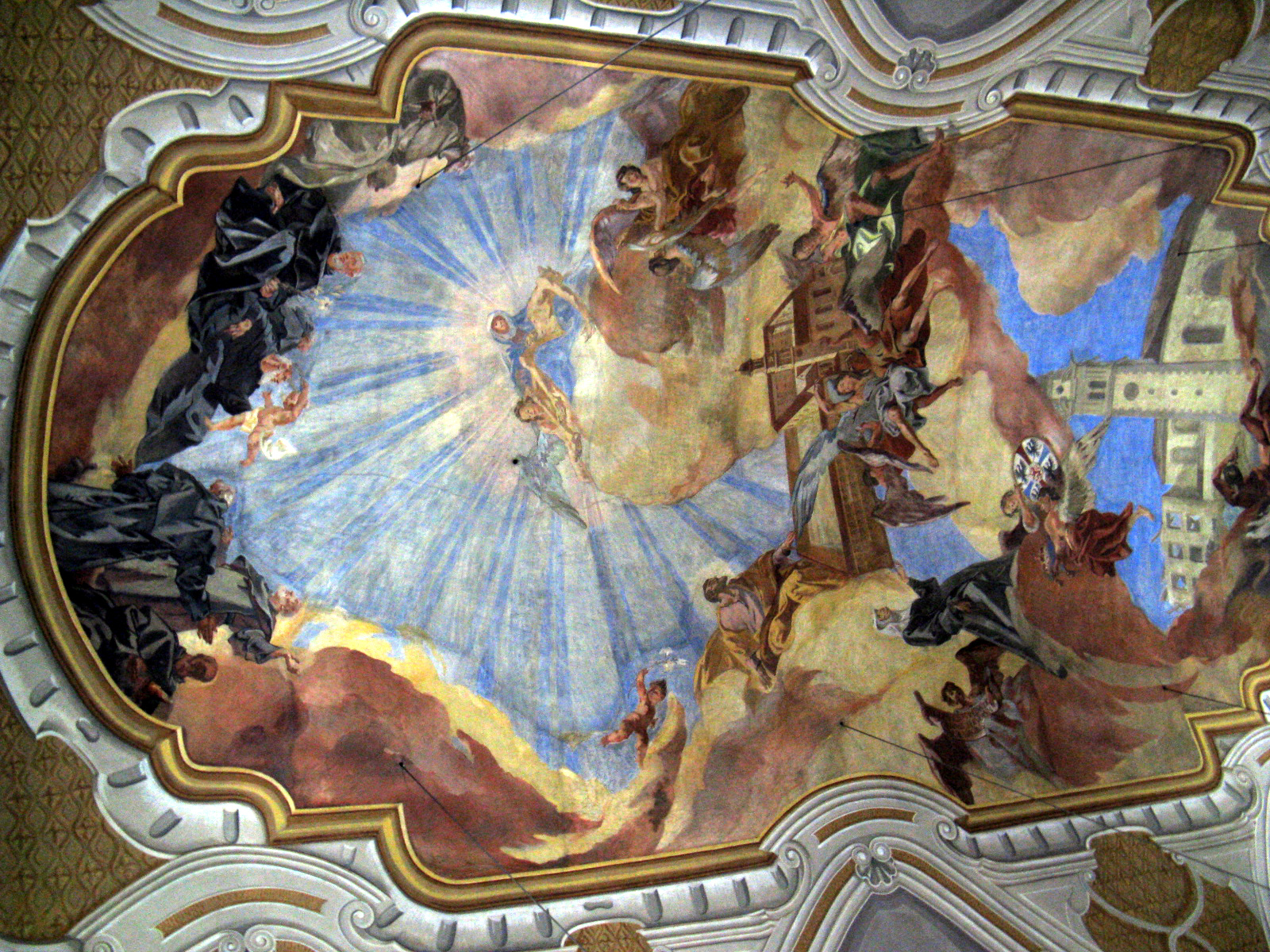
Фреска на потолке
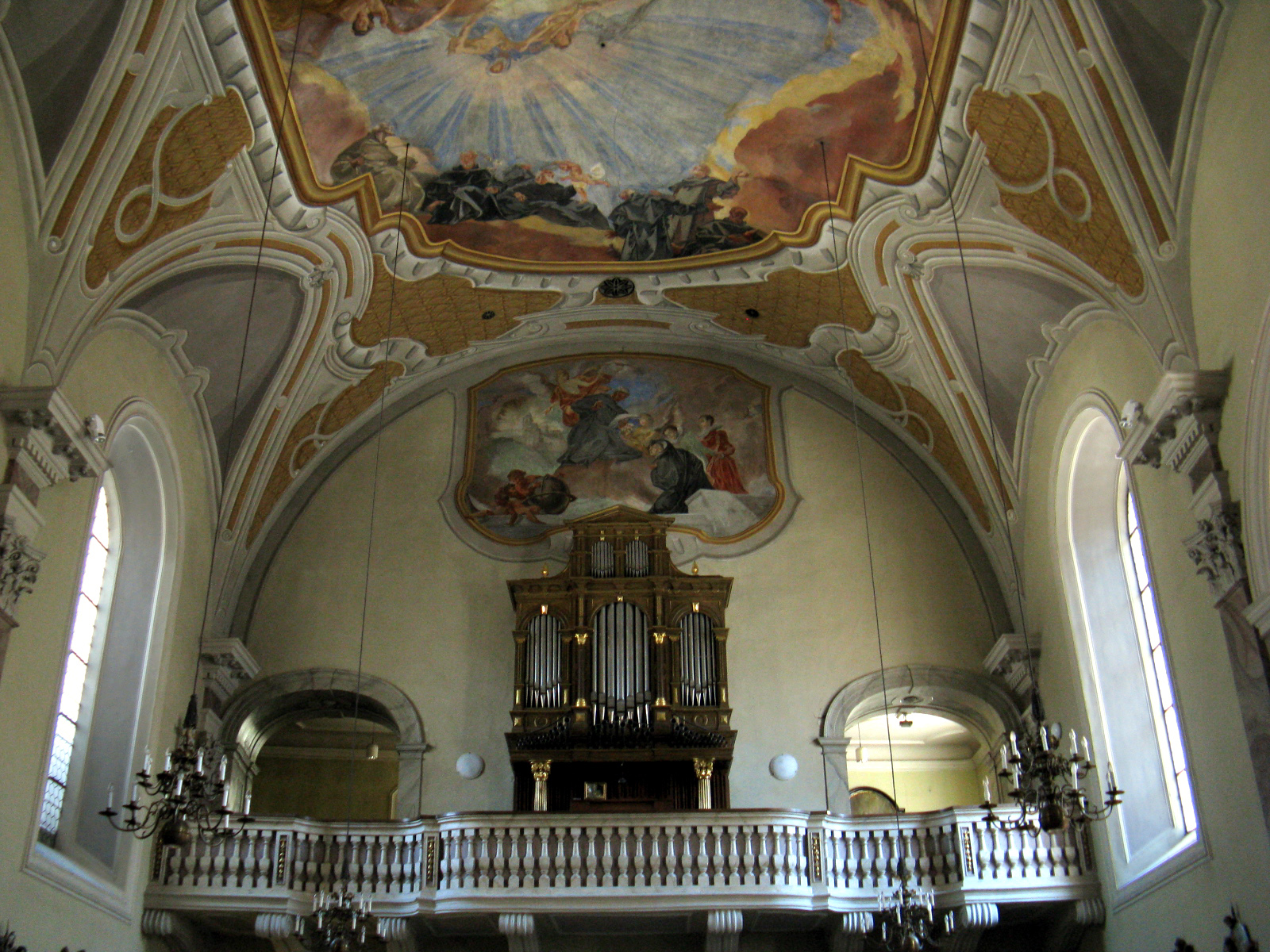
Орган